# Parc national Bredhi Drenoves
Le Parc national Bredhi Drenoves (albanais : Parku Kombëtar Bredhi i Drenovës), est un parc national situé dans la municipalité de Korçë dans le sud-est de l'Albanie. Il a été fondé en 1966 et protège 1030 hectares.